# Semi-marathon d'Aletsch
Le semi-marathon d'Aletsch (en allemand : Aletsch-Halbmarathon) est un semi-marathon se déroulant sur le site d'Aletsch inscrit au patrimoine mondial de l'UNESCO dans le canton du Valais en Suisse. Il est anciennement connu sous le nom de course du glacier (en allemand : Gletscherlauf).

## Histoire
En 1985, le président du ski-club de Bettmeralp Armand Kreuzer, et son frère décident de créer une course en montagne reliant le village de Betten à Bettmeralp. L'année suivante, ils proposent un nouveau parcours de 17,5 km qui part de Bettmeralp et rejoint le Bettmerhorn. La course du glacier est née. La première édition connaît un succès immédiat avec près de 150 coureurs au départ. Parmi eux, plusieurs des meilleurs athlètes nationaux venus s'échauffer avant la course qualificative pour le Trophée mondial à Vogorno.
En 2000, la course du glacier connaît sa dernière édition. Pour l'année suivante, les organisateurs décident de rallonger le parcours à la distance d'un semi-marathon et renomment la course à cette occasion. C'est le Britannique Billy Burns, détenteur du record du précédent parcours qui s'impose le premier sur le semi-marathon.
En 2011, le semi-marathon a été élu plus belle course de Suisse par le site internet marathon4you.
En 2015, l'Érythréen Petro Mamu pulvérise le record de plus de 5 minutes, grâce à un temps de 1 h 26 min 36 s 76.
L'édition 2020 est annulée en raison de la pandémie de Covid-19, tout comme l'édition 2021.

## Parcours
Le parcours du semi-marathon mesure 21,1 km de longueur. Il présente un dénivelé positif de 1 148 m et négatif de 432 m. Le départ est donné à la station du téléphérique de Bettmeralp. Il traverse ensuite le village et remonte en direction du Bettmersee. Après le lac, le parcours poursuit en direction de Riederalp et jusqu'au Riederhorn puis remonte sur la Riederfurka. Le chemin suit ensuite la crête en passant par Hohfluh et Moosfluh jusqu'en direction du Bettmerhorn, offrant une vue imprenable sur le glacier d'Aletsch. La dernière montée s'effectue sur le Bettmerhorn jusqu'à la station du téléphérique située à 2 650 m d'altitude.
Le parcours de la course du glacier est similaire mais emprunte un chemin plus direct entre Bettmeralp et le Bettmersee. Il mesure 17,5 km. Le parcours de la course doit être modifié à plusieurs reprises en raison des conditions météorologiques difficiles et notamment de la neige sur certains passages, la première fois en 1991. En 1995, les travaux de rénovation du téléphérique contraignent également les organisateurs à modifier le tracé. En 1997, un parcours de remplacement est mis en place entre Betten et Bettmeralp. Il mesure 10,5 km pour 750 m de dénivelé. En 1999 et 2000, la course s'effectue à nouveau sur un parcours modifié à cause de la neige.
En 2013, un parcours de remplacement de 15,2 km qui redescend sur Bettmeralp pour l'arrivée est utilisé en raison de conditions météorologiques défavorables. L'année suivante, le froid et la neige font leur retour et c'est un parcours de 13,3 km que les concurrents empruntent.

## Vainqueurs

### Course du glacier
| Année | Hommes              | Temps           | Femmes                 | Temps           |
| ----- | ------------------- | --------------- | ---------------------- | --------------- |
| 1986  | Beat Imhof          | 1 h 14 min 8 s  | Edith Sappl            | 1 h 40 min 46 s |
| 1987  | Beat Imhof          | 1 h 14 min 18 s | Christine Tischhauser  | 1 h 34 min 59 s |
| 1988  | Martin May          | 1 h 14 min 0 s  | Gaby Schütz            | 1 h 28 min 3 s  |
| 1989  | Georg Lischer       | 1 h 13 min 53 s | Doris Oester           | 1 h 35 min 39 s |
| 1990  | Charly Doll         | 1 h 15 min 45 s | Doris Oester           | 1 h 36 min 16 s |
| 1991  | Christian Aebersold | 1 h 23 min 53 s | Barbara Guericke       | 1 h 46 min 16 s |
| 1992  | Ruper Hörmann       | 1 h 21 min 1 s  | Birgit Lennartz        | 1 h 43 min 10 s |
| 1993  | Martin von Känel    | 1 h 16 min 35 s | Doris Oester           | 1 h 32 min 42 s |
| 1994  | Severino Bernardini | 1 h 13 min 12 s | Doris Oester           | 1 h 36 min 22 s |
| 1995  | Woody Schoch        | 1 h 6 min 39 s  | Cristina Moretti       | 1 h 16 min 28 s |
| 1996  | Martin von Känel    | 1 h 17 min 18 s | Isabella Moretti       | 1 h 25 min 46 s |
| 1997  | Billy Burns         | 45 min 21 s     | Birgit Lennartz        | 57 min 51 s     |
| 1998  | Martin von Känel    | 1 h 15 min 58 s | Brigitte Albrecht      | 1 h 31 min 27 s |
| 1999  | Martin von Känel    | 1 h 21 min 51 s | Fabiola Rueda-Oppliger | 1 h 40 min 40 s |
| 2000  | Billy Burns         | 1 h 15 min 53 s | Birgit Lennartz        | 1 h 36 min 9 s  |

 Record de l'épreuve

### Semi-marathon
| Année | Hommes                                              | Temps                                               | Femmes                                              | Temps                                               |
| ----- | --------------------------------------------------- | --------------------------------------------------- | --------------------------------------------------- | --------------------------------------------------- |
| 2001  | Billy Burns                                         | 1 h 33 min 15 s                                     | Birgit Lennartz                                     | 1 h 57 min 2 s                                      |
| 2002  | Billy Burns                                         | 1 h 37 min 53 s                                     | Ruth Gavin-Schneider                                | 1 h 58 min 52 s                                     |
| 2003  | Billy Burns                                         | 1 h 34 min 32 s                                     | Brigitte Wolf                                       | 1 h 56 min 51 s                                     |
| 2004  | Iwan Mariano                                        | 1 h 41 min 8 s 7                                    | Rita Born                                           | 1 h 59 min 41 s 1                                   |
| 2005  | Martin Cox                                          | 1 h 34 min 43 s 6                                   | Nathalie Etzensperger                               | 1 h 49 min 59 s 7                                   |
| 2006  | Massimo Maffi                                       | 1 h 41 min 28 s 4                                   | Nathalie Etzensperger                               | 1 h 52 min 47 s 6                                   |
| 2007  | Max Frei                                            | 1 h 39 min 37 s 9                                   | Corinne Zeller                                      | 1 h 56 min 53 s 1                                   |
| 2008  | Timo Zeiler                                         | 1 h 33 min 50 s 4                                   | Lizzy Hawker                                        | 2 h 0 min 33 s 7                                    |
| 2009  | Timo Zeiler                                         | 1 h 34 min 13 s 3                                   | Marianne Volken                                     | 1 h 58 min 54 s 2                                   |
| 2010  | César Costa                                         | 1 h 34 min 38 s 4                                   | Daniela Gassmann-Bahr                               | 1 h 51 min 36 s 8                                   |
| 2011  | César Costa                                         | 1 h 32 min 40 s 4                                   | Karin Jaun                                          | 2 h 2 min 1 s 0                                     |
| 2012  | César Costa                                         | 1 h 31 min 41 s 6                                   | Laura Hrebec                                        | 1 h 52 min 12 s 1                                   |
| 2013  | César Costa                                         | 51 min 28 s 4                                       | Céline Hauert                                       | 59 min 9 s 4                                        |
| 2014  | César Costa                                         | 51 min 8 s 7                                        | Conny Bertchold                                     | 1 h 6 min 55 s 5                                    |
| 2015  | Petro Mamu                                          | 1 h 26 min 36 s 7                                   | Sarah Tunstall                                      | 1 h 47 min 12 s 9                                   |
| 2016  | Jonathan Schmid                                     | 1 h 37 min 16 s 6                                   | Yvonne Kägi                                         | 1 h 57 min 56 s 6                                   |
| 2017  | Shaban Mustafa                                      | 1 h 34 min 49 s 0                                   | Sarah Tunstall                                      | 1 h 47 min 17 s 1                                   |
| 2018  | Robbie Simpson                                      | 1 h 33 min 15 s 7                                   | Sarah Tunstall                                      | 1 h 48 min 54 s 2                                   |
| 2019  | Robbie Simpson                                      | 1 h 35 min 2 s 8                                    | Sarah Tunstall                                      | 1 h 48 min 22 s 4                                   |
| 2020  | Course annulée en raison de la pandémie de Covid-19 | Course annulée en raison de la pandémie de Covid-19 | Course annulée en raison de la pandémie de Covid-19 | Course annulée en raison de la pandémie de Covid-19 |
| 2021  | Course annulée en raison de la pandémie de Covid-19 | Course annulée en raison de la pandémie de Covid-19 | Course annulée en raison de la pandémie de Covid-19 | Course annulée en raison de la pandémie de Covid-19 |
| 2022  | Stephan Wenk                                        | 1 h 36 min 59 s 3                                   | Maude Mathys                                        | 1 h 47 min 42 s 5                                   |
| 2023  | Diego Vera                                          | 1 h 36 min 58 s 3                                   | Addisalem Belay                                     | 1 h 54 min 10 s 3                                   |
| 2024  | Vitaliy Shafar                                      | 1 h 35 min 19 s 0                                   | Selina Burch                                        | 1 h 55 min 21 s 2                                   |
| 2025  | Jerome Furer                                        | 1 h 37 min 45 s 7                                   | Céline Aebi                                         | 1 h 54 min 32 s 1                                   |

 Record de l'épreuve